# Eidsberg
Eidsberg war eine norwegische Kommune in der Provinz (Fylke) Østfold, 70 km südöstlich von Oslo.
Eidsberg ist geprägt von der Landwirtschaft. Der Großteil Eidsbergs ist von Feldern und Wiesen bedeckt. Es wird viel Ackerbau betrieben, in der Gegend um Mysen gibt es auch Tierhaltung.
Eidsberg ging zum 1. Januar 2020 in die neu gegründete Kommune Indre Østfold über.

## Verkehr
Hauptort ist Mysen, dort liegt auch eine Station der Bahnlinie Indre Østfoldbanen. Durch Eidsberg verläuft die Fernstraße Europastraße 18.

## Bekannte Töchter und Söhne
- Jan Garbarek, Musiker
- Trygve Gulbranssen, Schriftsteller
- Bernt Michael Holmboe, Mathematiker
- Håkon Håkonsson, König (1217–1263)
- Atle Næss, Schriftsteller
- Cecilie Løveid, Dramatikerin, Lyrikerin und Schriftstellerin
- Vibeke Skofterud, Skiläuferin